# Herzliya Pituah
Herzliya Pituah (engelska: Herzliya Pituach) är en del av en befolkad plats i Israel.   Den ligger i distriktet Tel Aviv-distriktet, i den norra delen av landet. Herzliya Pituah ligger 23 meter över havet och antalet invånare är 10 000.
Terrängen runt Herzliya Pituah är platt. Havet är nära Herzliya Pituah åt nordväst. Runt Herzliya Pituah är det mycket tätbefolkat, med 5 399 invånare per kvadratkilometer. Närmaste större samhälle är Herzliya, 2,3 km öster om Herzliya Pituah. Runt Herzliya Pituah är det i huvudsak tätbebyggt.